# Wal-Berg
Wal-Berg oder Walberg, ursprünglich Voldemar Rosenberg, auch Vladimir Walberg (* 13. November 1910 in Istanbul; † 12. Juli 1994 in Suresnes) war ein französischer Komponist und Orchesterleiter der Unterhaltungsmusik. Insbesondere ist er als Filmkomponist bekannt.
Wal-Berg hatte russische Wurzeln. Er studierte Klavier am Konservatorium in Berlin, wo er einen ersten Preis erhielt, und Komposition, Orchesterleitung und Harmonielehre am Pariser Konservatorium. Zu seinen Lehrern gehörten Samuel Rousseau, Noël Gallon, Henri Rabaud, Philippe Gaubert und Pierre Monteux. Er gab das Studium auf, um Pianist im Musikkabarett Boeuf sur le toit in Paris zu werden.
1932 bis 1936 war er für die Orchestrierungen bei der Plattenfirma Polydor verantwortlich, unter anderem für Marlene Dietrich. Ab 1937 war er in gleicher Funktion bei Pathé Marconi. Er arbeitete für führende Sänger der Zeit wie Jean Sablon, Joséphine Baker, Charles Trenet, Léo Marjane, Damia und begann Filmmusik zu schreiben (Katia von Maurice Tourneur mit Danielle Darrieux).
Während des Zweiten Weltkriegs, in dem er fast seine ganze Familie verlor, zog er nach Monte Carlo und organisierte Konzerte, in denen er Unterhaltungsmusik wie Jazz (Cole Porter, George Gershwin u. a.) und klassische Musik verband (Ravel, Debussy, Chabrier, Paganini, Bach-Choräle u. a.). Daraus entstand eine Sendereihe bei ORTF, bei der unter anderem Künstler wie Yehudi Menuhin und Andrés Segovia auftraten. In diesem Format entstanden auch Plattenaufnahmen und Konzerte. Er musizierte mit Stéphane Grappelli, Django Reinhardt (1951) und begleitete Opernsängerinnen wie Victoria de los Ángeles, Mathé Altéry, Janine Micheau (1917–1976) und Mado Robin und Solokünstler wie den Flötisten Roger Bourdin und den Geiger Christian Ferras.
In den 1950er Jahren komponierte er für Juliette Gréco. In den 1960er Jahren veröffentlichte er bei Barclay Records erfolgreiche Potpourri-Platten wie Ein Abend in Wien (Un soir à Vienne), Ein Abend in der Oper (Un soir à l’Opéra), Ein Abend in Bagdad (Un soir à Bagdad), Soirée der Operette (Soirée d’Opérette) und Ein Abend in Moskau (Un soir à Moscou). Außerdem dirigierte er Operettenaufführungen wie Blaubart von Jacques Offenbach (Théâtre de Paris  1971) und Un Violon sur le Toit (Marigny 1971). Von beiden Stücken gibt es auch Plattenaufnahmen von ihm.
Mit dem Librettisten Roger Fernay (1905–1983) schrieb er die Operette Casanova (Nancy 1955), die mit großem Erfolg in verschiedenen französischen Städten aufgeführt wurde. 1946 wurde seine Grand Jazz Symphony uraufgeführt. Er komponierte rund 300 symphonische Stücke, darunter ein Concerto. Er schrieb die Musik zu rund 40 Filmen und orchestrierte das Ballett von Charles Trenet Un Parisien à New York.

## Filmografie (Auswahl)
- 1938: Katja, die ungekrönte Kaiserin (Katja)
- 1946: Zum kleinen Glück (Au petit bonheur)
- 1946: Adieu, Chérie
- 1946: Solange ich lebe (Tant que je vivrai)
- 1948: Nach dem Sturm
- 1951: Schuldig (Coupable?)